# Syagrus cearensis
Syagrus cearensis là loài thực vật có hoa thuộc họ Arecaceae. Loài này được Noblick mô tả khoa học đầu tiên năm 2004.

## Hình ảnh

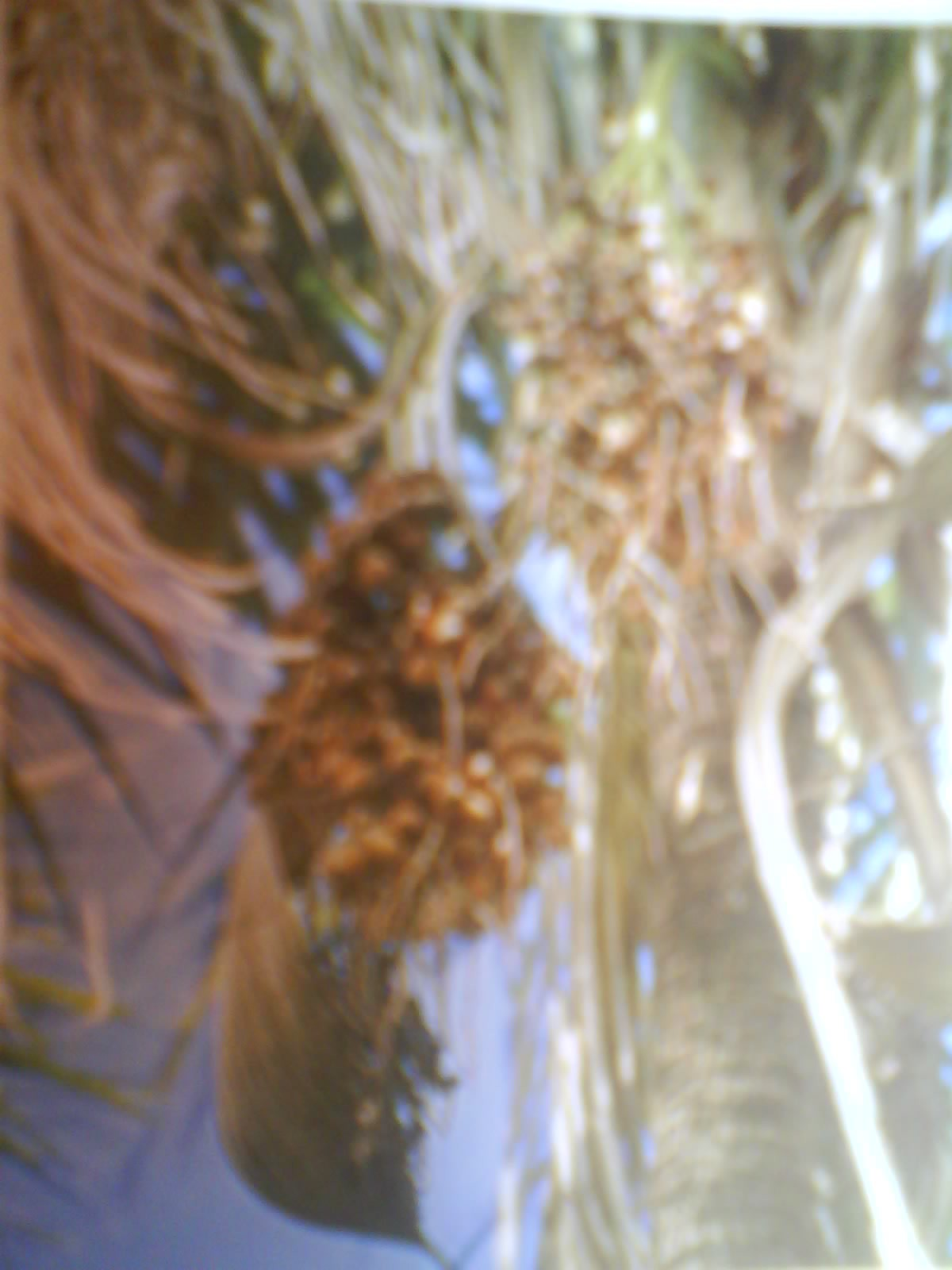
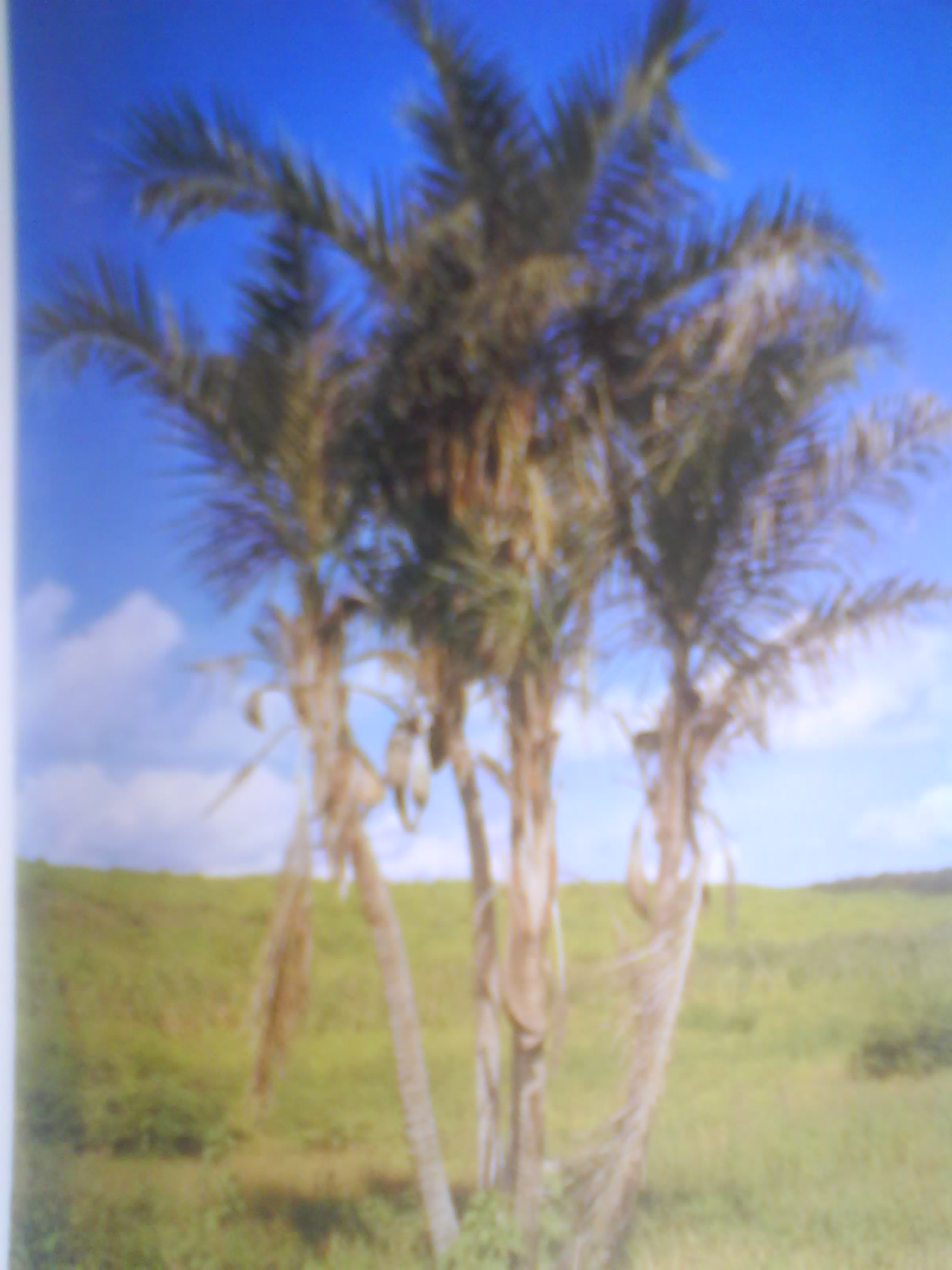